# Дзвіниця церкви Різдва Богородиці (Рождественське)
Дзвіниця церкви Різдва Богородиці — пам'ятка архітектури місцевого значення в Рождественському.

## Історія
Рішенням виконкому Чернігівської обласної ради народних депутатів від 26.06.1989 № 130 надано статус «пам'ятник архітектури місцевого значення» з охоронним № 57-Чг під назвою «Дзвіниця церкви Різдва Богородиці». Встановлено інформаційну дошку.

## Опис
У 1-й половині ХІХ століття на північний захід від церкви Різдва Богородиці була побудована окрема дзвіниця у стилі класицизму.
Багатоярусна дзвіниця являє собою четверик, що несе яруси циліндричної форми, що завершується куполом з глухим ліхтариком і цибулинною главкою. Четверик завершується фронтонами, прикрашений пілястрами та нішами. Середній і верхній яруси з арочними отворами, при цьому в середньому ярусі отвори чергуються з арочними нішами, а у верхньому — без ніш і ярус розчленований пілястрами.